# Idioma ngambay
Ngambay (también conocido como Sara, Sara Ngambai, Gamba, Gambaye, Gamblai y Ngambai ) es uno de los principales idiomas hablados por el pueblo sara en el suroeste de Chad, el noreste de Camerún y el este de Nigeria , con alrededor de un millón de hablantes nativos. El ngambay es el más hablado de las lenguas sara y se utiliza como lengua de comercio entre hablantes de otros dialectos. Lo habla el pueblo sara gambai.
Ngambay tiene el orden de las palabras Sujeto-Verbo-Objeto. Los sufijos indican caso. No hay tiempo verbal; El aspecto se indica mediante una distinción perfectivo-imperfectivo. Los modificadores siguen a los sustantivos. El sistema numérico es decimal, pero ocho y nueve se expresan como 10 menos dos y 10 menos uno. Es un idioma tonal con tres tonos: alto, medio y bajo. Hay palabras prestadas tanto del árabe como del francés.

## Fonológia
|                                      |                                      | Labiales | Dentales | Alveolares | Palatal | Labiovelares | Velares |
| ------------------------------------ | ------------------------------------ | -------- | -------- | ---------- | ------- | ------------ | ------- |
| Oclusiva                             | sordas                               | p        |          | t          |         |              | k       |
| Oclusiva                             | sonoras                              | b        |          | d          | dʒ      |              | ɡ       |
| Oclusiva                             | implosivas                           | ɓ        |          | ɗ          |         |              |         |
| Oclusiva                             | prenasalizadas                       | ᵐb       |          | ⁿd         | ⁿd͡ʒ     |              | ᵑɡ      |
| Fricativas                           | Fricativas                           |          |          | s          |         |              |         |
| Nasal                                | Nasal                                | m        | n        |            | ɲ       |              |         |
| Vibrantes múltiple/Vibrantes simples | Vibrantes múltiple/Vibrantes simples | ⱱ        |          | r          |         |              |         |
| Laterales                            | Laterales                            |          |          | l          |         |              |         |
| Aproximantes                         | Aproximantes                         |          |          |            | j       | w            |         |

### Vocales
|             | Anterior | Central | Posterior |
| ----------- | -------- | ------- | --------- |
| Cerrada     | i ĩ      |         | u ũ       |
| Semicerrada | ɛ ɛ̃      | ə       | o õ       |
| Semiabierta | ɛ ɛ̃      | ə       | ɔ ɔ̃       |
| Abierta     |          | a ã     |           |

Las vocales pueden acentuarse o nasalizarse. Los signos diacríticos y acentos incluyen /á/ alta, /ā/ media, /à/ baja y /ã/ nasalizada.